# Chaetodontoplus
Chaetodontoplus là một chi cá biển thuộc họ Cá bướm gai. Các loài trong chi này có phạm vi phân bố tập trung ở Đông Ấn Độ Dương và chủ yếu là Tây Thái Bình Dương.

## Từ nguyên
Hậu tố enoplus trong tiếng Hy Lạp cổ đại mang nghĩa là "có vũ khí", hàm ý đề cập đến việc các loài trong chi này có một hàng gai nổi bật ở rìa sau của nắp mang (cũng là đặc điểm chung của họ Cá bướm gai).
Còn tiền tố Chaetodon là tên gọi của một chi thuộc họ Cá bướm. Sở dĩ chi này có tên gọi như vậy là vì Pieter Bleeker và những người cùng thời với ông đều xem cá thiên thần (tên gọi chung của các loài trong họ Cá bướm gai) là cùng họ với cá bướm.

## Các loài
Có ít nhất 13 loài được công nhận là hợp lệ trong chi này, bao gồm:
- Chaetodontoplus ballinae Whitley, 1959
- Chaetodontoplus caeruleopunctatus Yasuda & Tominaga, 1976
- Chaetodontoplus conspicillatus (Waite, 1900)
- Chaetodontoplus dimidiatus (Bleeker, 1860)
- Chaetodontoplus duboulayi (Günther, 1867)
- Chaetodontoplus melanosoma (Bleeker, 1853)
- Chaetodontoplus meredithi Kuiter, 1989
- Chaetodontoplus mesoleucus (Bloch, 1787)
- Chaetodontoplus niger Chan, 1966
- Chaetodontoplus personifer (McCulloch, 1914)
- Chaetodontoplus poliourus Randall & Rocha, 2009
- Chaetodontoplus septentrionalis (Temminck & Schlegel, 1844)
- Chaetodontoplus vanderloosi Allen & Steene, 2004

## Tình trạng phân loại
Chaetodontoplus chrysocephalus là một loài cũng được FishBase xem là hợp lệ trong chi này. Tuy nhiên, nhiều nhà ngư học lại nghĩ rằng, C. chrysocephalus chỉ là con lai giữa C. melanosoma với C. septentrionalis.
C. cephalareticulatus, một loài có mẫu định danh được thu thập và mô tả ở phía đông bắc đảo Đài Loan bởi Shen và Lim (1975), cũng được nghĩ là một cá thể lai có cùng loài bố mẹ như C. chrysocephalus. Allen và các cộng sự (1998) xem C. chrysocephalus là một loài hợp lệ, nhưng lại không công nhận đối với C. cephalareticulatus (nhưng sau đó Allen lại cho rằng, C. chrysocephalus cũng chỉ là một loài lai). Trái lại, Debelius và các cộng sự (2003) lại công nhận cả hai loài trên đều hợp lệ. Tuy nhiên, H. Tanaka, đồng tác giả với Debelius, lại không đồng ý kết luận này.
C. dimidiatus trước đây chỉ được xem là danh pháp đồng nghĩa với C. melanosoma, nhưng đã được công nhận là một loài hợp lệ bởi Allen & Steene khi mô tả C. vanderloosi vào năm 2004.
Việc phân loại của chi Chaetodontoplus vẫn còn khá mơ hồ và cần được nghiên cứu thêm.

## Sinh thái học
Thức ăn chính của Chaetodontoplus là hải miên (bọt biển) và những loài thuộc phân ngành Sống đuôi. Vì có phạm vi phân bố chồng lấn lên nhau, nhiều loài có thể lai tạp với nhau, như những trường hợp kể trên. Ngoài ra, một số loài tuy không có cùng phạm vi nhưng được ghi nhận là đã lai với nhau trong điều kiện nuôi nhốt.